# Henry Morgenthau Sr.
Henry Morgenthau (/ˈmɔrɡəntaʊ/, com /t/; 26 de abril de 1856 – 25 de novembro de 1946) foi um advogado, empresário e diplomata dos Estados Unidos, famoso por ter sido o embaixador norte-americano para o Império Otomano durante a Primeira Guerra Mundial. Como embaixador no Império Otomano, Morgenthau veio a ser conhecido como o mais proeminente norte-americano contra o Genocídio armênio.
Morgenthau foi o pai do político Henry Morgenthau Jr. Seus netos incluem Robert M. Morgenthau, que foi promotor Distrital de Manhattan durante 35 anos, e a historiadora Barbara Tuchman.

## Primeiros anos
Morgenthau foi o nove, de 11 de filhos vivos; nasceu em Mannheim, do Grão-Ducado de Baden, em 1856, numa família Asquenaze. Ele era o filho de Lázaro e Babette Morgenthau. Seu pai era um fabricante bem sucedido de charutos que tinha fábricas em Mannheim, Lorsch e Heppenheim, empregando mais de 1000 pessoas (Mannheim tinha uma população de 21.000 durante este período). Eles sofreram um grave revés financeiro durante a Guerra Civil Americana, devido ao aumento da tarifa de tabaco sobre as importações, que fechou a venda tabaco alemão para os Estados Unidos para sempre, e a família emigrou para Nova York, em 1866. Lá, apesar de terem considerável dinheiro, seu pai não teve êxito em se restabelecer nos negócios, o desenvolvimento e marketing de várias invenções e seus investimentos em outras empresas falharam. Lázaro Morgenthau foi capaz de evitar o fracasso e estabilizar a sua renda, iniciando um fundo de investimentos para judeus. Henry frequentou a Faculdade da Cidade de Nova Iorque, onde ele recebeu um BA, e mais tarde se formou na Columbia Law School. Ele começou sua carreira como advogado, mas ele fez uma fortuna considerável em investimentos imobiliários. Casou-se com Josefina Sykes, em 1882, e tiveram quatro filhos: Helena, Alma, Henry Jr. e Rute. Morgenthau construiu uma carreira de sucesso como advogado e foi o líder da Reforma Judaica em Nova York.

## Partido Democrata
A carreira permitiu Morgenthau contribuir generosamente para a campanha eleitoral do presidente Woodrow Wilson, em 1912. Ele havia conhecido Wilson, em 1911, num jantar para comemorar o quarto aniversário da fundação da Free Synagogue Society e os dois "parecem ter virado amigos", que marca o "ponto de viragem na carreira política de Morgenthau". s Seu papel na política americana cresceu mais forte nos últimos meses e, apesar de seu desejo de ser designado presidente financeiro de campanha do comitê de finanças foi cumprido, Wilson ofereceu-lhe o cargo de embaixador do Império Otomano. 

## Embaixador no Império Otomano

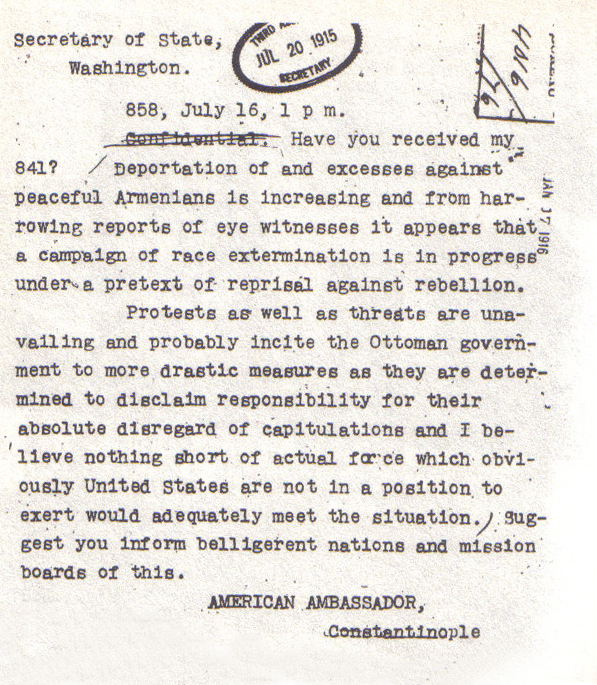
Um telegrama escrito por Morgenthau para o Departamento de Estado em 1915, descrevendo o massacres de Armênios pelo Império Otomano, como uma "corrida para o extermínio".

Como um dos principais apoiantes de Wilson, Morgenthau assumiu que Wilson poderia nomeá-lo para um nível alto no gabinete, mas o novo presidente tinha outros planos para ele; como outros judeus americanos antes dele, Oscar Straus e Solomon Hirsch, Morgenthau seria colocado como embaixador no Império Otomano. Wilson pressupôs que os judeus, de alguma forma, representou uma ponte entre turcos muçulmanos e cristãos armênios causando ressentimento em Morgenthau; em resposta, Wilson garantiu-lhe que o Porte em Istambul "foi o ponto em que o interesse dos Judeus Americanos no bem-estar dos Judeus da  Palestina está focado, e é quase indispensável que eu tenha um Judeu lá". Apesar de não ser sionista, Morgenthau cuidava fervorosamente da situação dos seus correlegionários. Inicialmente, ele rejeitou a posição, mas depois de uma viagem para a Europa, e com o incentivo de seu amigo rabino pro-sionista, Stephen Wise, reconsiderou sua decisão e aceitou a oferta de Wilson. Foi nomeado como embaixador dos Estados Unidos no Império Otomano em 1913, e serviu nesta posição até 1916.
Embora a segurança dos cidadãos norte-americanos no Império Otomano, principalmente os missionários Cristãos e Judeus, fosse grande logo no início de seu trabalho, Morgenthau afirmou que o problema que mais o preocupou foi a Questão Armênia. Após a eclosão da guerra, em 1914, os Estados Unidos manteve-se neutro, de modo que a embaixada norte-americana – e, por extensão, Morgenthau. Além disso, ele representou muitos dos interesses dos Aliados em Constantinopla, uma vez que eles haviam retirado suas missões diplomáticas, devido às hostilidades. Quando as autoridades Otomanas começou o Genocídio armênio em 1914-1915, os cônsules americanos residentes em diferentes partes do Império inundaram a mesa de Morgenthau com relatórios quase a cada hora,
documentando os massacres e as marchas de deportação que estavam ocorrendo. Confrontado com o acúmulo de evidências, ele, oficialmente, informou o governo dos EUA das atividades do governo Otomano e pediu a Washington para intervir.
O governo norte-americano, no entanto, não queria ser arrastado a disputa, e manteve-se neutro no conflito no momento e demonstrou pouca reação oficial. Morgenthau realizou reuniões com o alto nível de líderes do Império Otomano para ajudar a aliviar a situação dos armênios, mas os turcos dispensaram e ignoraram seus protestos. Ele admoestou o Ministro Otomano do Interior, Talaat Paxá, afirmando: "o Nosso povo nunca vai esquecer esses massacres." Como o massacre continuou, Morgenthau e vários outros americanos decidiram formar uma pública comissão de fundos de angariação para auxiliar os armênios – a Comissão contra as Atrocidades feitas aos Armênios (mais tarde renomeada Fundação Oriente Médio)–, que arrecadou mais de 100 milhões de dólares em ajuda, o equivalente a 1000 milhões de dólares de hoje. Através de sua amizade com Adolph Ochs, jornalista do New York Times, Morgenthau também garantiu que os massacres continuariam a receber destaques na cobertura, com 145 artigos apenas em 1915. Exasperado com a sua relação com o Otomano, demitiu-se de embaixador do governo em 1916. Olhando para trás sobre sua decisão em The Murder of a Nation, ele escreveu que tinha passado a ver a Turquia como "um lugar de horror. Eu tinha chegado o fim dos meus recursos. Achei intolerável minha associação diária com aqueles homens, agindo gracioso e acolhedor...que ainda estavam sujam com o sangue de quase um milhão de seres humanos." Ele publicou suas conversas com os líderes Otomanos e a sua atuação no genocídio armênio, em 1918, no título  .
Em 1918, o Embaixador Morgenthau realizou discursos públicos nos Estados Unidos, alertando que os gregos e assírios estavam sendo submetidos aos ""mesmos métodos" de deportação e massacres dos armênios, e que 2 milhões de armênios, gregos e assírios já haviam perecido. Felix Frankfurter, em junho de 1917 o acompanhou, como um representante do departamento de guerra, em uma missão secreta para persuadir a Turquia abandonar as Potências Centrais na guerra; a missão teve como objectivo declarado de "melhorar a condição das comunidades judaicas na Palestina". 

## Período entre-guerras

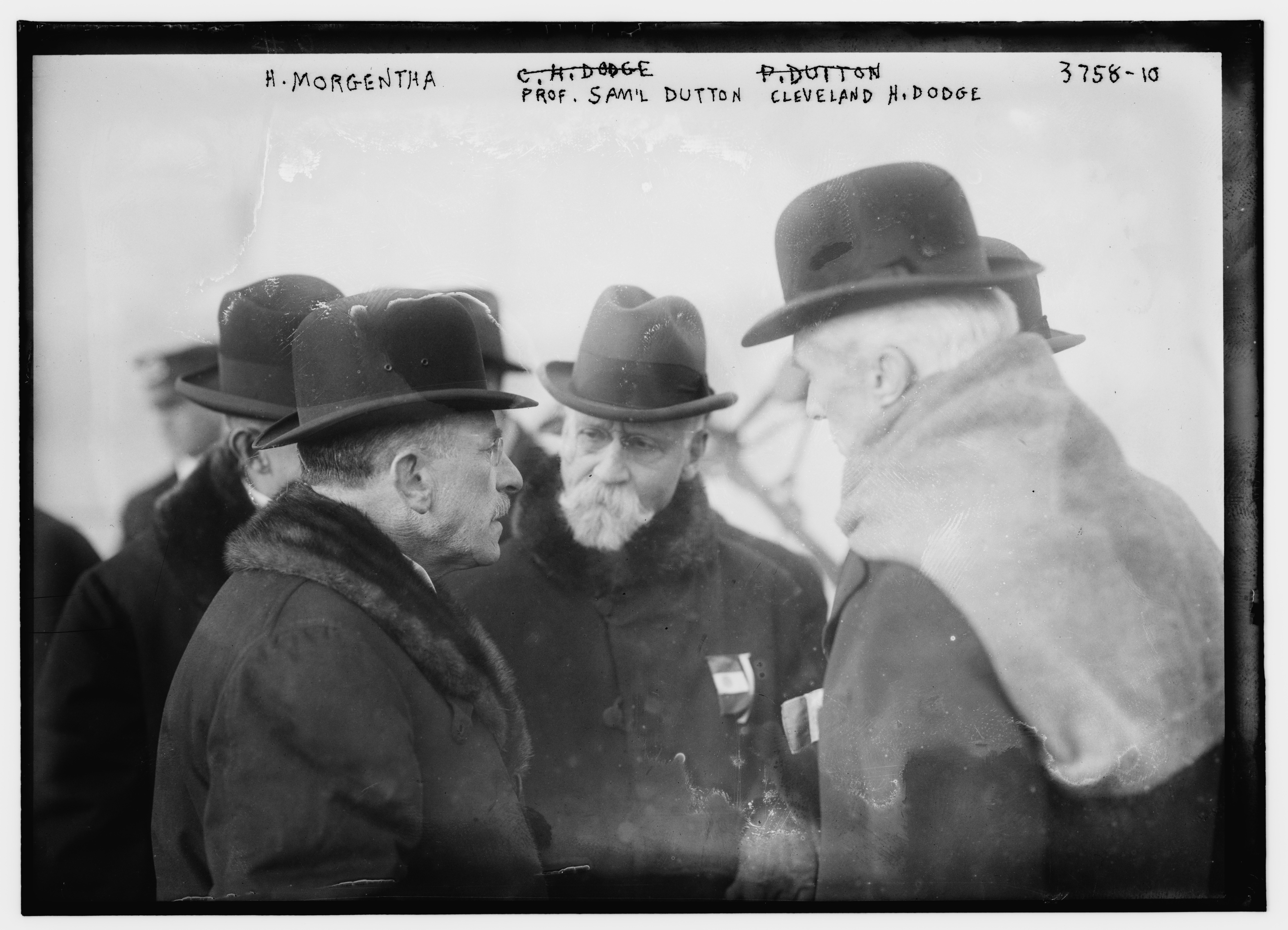
Morgenthau, Samuel Trem Dutton e Cleveland Hoadley Dodge em 1916

Após a guerra, houve muito interesse e preparação dentro da comunidade Judaica para a próxima Conferência de Paz de Paris, por grupos de apoio e de oposição ao conceito de uma pátria Judaica na Palestina. Em março de 1919 o Presidente Woodrow Wilson estava de partida para a Conferência, e Morgenthau foi um entre os 31 proeminentes Judeus Americanos a assinar uma petição antissionista apresentada pelo Congressista dos Estados Unidos, Júlio Kahn,ele e muitos outros judeus proeminentes participaram da Conferência. Morgenthau serviu como um conselheiro sobre a Europa Oriental e o Oriente Médio, e mais tarde trabalhou em em instituições de utilidade pública e sobre a guerra, incluindo a Comissão de assistência para o Oriente Médio, o Refugiados Gregos Comissão de Assentamento  e a Comissão da Cruz Vermelha Americana. Em 1919 chefiou a missão do governo dos Estados Unidos sobre o apuramento dos factos na Polónia, resultando no Relatório Morgenthau. Em 1933, ele foi o representante americano na Conferência de Genebra.

## Morte
Morgenthau morreu em 1946 por causa de hemorragia cerebral, na cidade de Nova Iorque, e foi sepultado em Hawthorne, no estado de Nova Iorque. Seu filho Henry Morgenthau Jr. foi Secretário do Tesouro. Sua filha, a Alma Wertheim, foi a mãe da historiadora Barbara Tuchman.

## Publicações
Morgenthau lançou vários livros. A Biblioteca do Congresso possui cerca de 30.000 documentos a partir de seus documentos pessoais.
- Ambassador Morgenthau's Story(1918). Garden City, N.Y: Doubleday (on-line).
- The Secrets of the Bosphorus (1918) (on-line)
- O Relatório Morgenthau (3 de outubro de 1919), sobre os maus tratos dos Judeus pelos Poloneses.
- All In a Lifetime ((Garden City, New York: Doubleday, Page & Co, 1925), 454 páginas, 7 de ilustrações (on-line).
- I was sent to Athens  (1929) lida com o seu tempo de trabalho com refugiados gregos (openlibrary.org)
- The Murder of a Nation  (1974). Com prefácio de W. N. Medlicott. Nova York: União-Geral Benevolente Armênica da América.

### Documentos oficiais
- Ara Sarafian (ed.): Estados Unidos Registros Oficiais Sobre O Genocídio Armênio. 1915-1917, Gomidas Instituto, Princeton e London-2004 ISBN 1-903656-39-7